# Francisco de la Escalera
Francisco de la Escalera (Madrid, 1873 - Buenos Aires, 1914) fue periodista, escritor y poeta español del naturalismo.

## Biografía
Madrileño, vivió expatriado gran parte de su vida en América y Filipinas. Fue redactor de El Comercio y El Diario de Manila, y colaboró en La Ilustración Española y Americana, La Ilustración Artística de Barcelona, El Gato Negro, El Noroeste de Gijón (1903) o Nuevo Mundo. Publicó cuentos en Madrid Cómico; crónicas de Barcelona en Vida Nueva, 1899 y sesenta cuentos entre 1899 y 1905 en la Vida Galante que dirigía Eduardo Zamacois hasta 1903. Marchó a Argentina, y allí fundó dos periódicos: El Heraldo de España, en Rosario, y Rojo y Gualda, en Buenos Aires, donde falleció en 1914. En esta última publicación colaboraron José Costa Figueiras y Sebastián Angulo.
Fue un poeta de vida muy bohemia, como su amigo Rafael Delorme. Cultivó un verso de deliberado prosaísmo que se complacía en los aspectos más sórdidos o marginales de la sociedad, tratando sus asuntos de forma descarnada y sin ahorrar detalles. Asimismo, se mostró siempre como un fervoroso patriota y nacionalista, como se desprende de sus Poemas relámpagos y del relato que hace de su llegada a Filipinas poco antes del Desastre del 98. 
Su obra lírica se contiene en Poemas relámpagos (Manila, 1897; reimpreso por Kessinger Publishing en 2009) y Baraja de sonetos (Madrid, 1898) y prologó la novela La risa de Dios (1913) de José Costa Figueiras. En Poemas relámpagos tiene carácter autobiográfico la pieza titulada "Piel de armiño". Aparece antologado en el Parnaso español contemporáneo de su amigo José Brissa (1914), en el Parnaso Filipino. Antología de Poetas del Archipelago Magallánico de Eduardo Martin de la Cámara (Barcelona: Editorial Maucci, 1910 y 1922) y en Poesía bohemia española: antología de temas y figuras de Víctor Fuentes (1999). Fue célebre su poema "Año Nuevo".

## Obras
- Poemas relámpagos (Manila, 1897; reimpreso por Kessinger Publishing en 2009)
- Baraja de sonetos (Madrid, 1898)